# Lafonia
Lafonia je poluotok koji je s uskom prevlakom spojen s glavninom otoka Istočni Falkland.

## Zemljopisne odlike
Ovaj neobični i dobro razvedeni poluotok, ima oblik slova E, spojen je s glavnim dijelom otoka, 4 km dugom i uskom prevlakom, sa zapadne strane odvojen je od susjednog otoka Zapadnog Falklanda, Falklandskim kanalom. Od glavnine otoka sa sjevera ga dijeli kanal Choiseul. Teren poluotoka je blago valovit, i gotovo potpuno nenaseljen.
Od istoka prema jugu Lafonija je okružena otocima; Barren, Bleaker, George, Lively, Sea Lion i Speedwell.

## Povijest naseljavanja
1845., Samuel Fisher Lafone, imućni trgovac stokom iz argentinskog grada Río de la Plata, dobio je od otočkih vlasti pravo na gospodarenje, ovim poluotokom
velikim oko 2 400 km², poslije je to preneseno na Falkland Islands Company. Od tad se na poluotoku uzgajaju ovce u dvije jedine naseobine Darwin, (osnovan 1859.) i Goose Green, obadvije farme naleze se u zaljevu pored prevlake. Lafonija ima najužniji most na svijetu - Bodie Suspension Bridge (1925.).
Prve borbe za Falklandskog rata odigrale su se u Lafoniji, pored Goose Greena, gdje su argentinci imali stacionirani garnizon od 1000 ljudi.
Ostala naselja na poluotoku su; Port King, Egg Harbour i napuštena farma Hope Place.

## Vanjske poveznice
- Slike iz Lafonije i ostalih dijelova Falklanda  Arhivirana inačica izvorne stranice od 6. prosinca 2006. (Wayback Machine)